# LiSA
Risa Oribe (jap. 織部 里沙 Oribe Risa; ur. 24 czerwca 1987, znana też jako LiSA) – japońska piosenkarka i autorka tekstów pochodząca z Seki w prefekturze Gifu.
Piosenki LiSY wykorzystano jako motywy muzyczne w różnych anime, takich jak Fate/Zero, Sword Art Online i Miecz zabójcy demonów – Kimetsu no Yaiba. Jej single regularnie znajdowały się w pierwszej dziesiątce cotygodniowych list przebojów Oriconu, przy czym „Crossing Field” uzyskał status platynowej płyty od Recording Industry Association of Japan, a „Oath Sign” złotej płyty. LiSA wystąpiła w Budokanie w 2014 i 2015 roku. W 2015 roku zadebiutowała w jako aktorka dubbingowa w roli Madge Nelson filmie animowanym Minionki.

## Życie prywatne
Shūkan Bunshun poinformował, że LiSA i Tatsuhisa Suzuki zaręczyli się w maju 2019 r. W styczniu 2020 r. publicznie ujawnili swój związek i ogłosili, że są małżeństwem. 25 kwietnia 2023 roku LiSA ogłosiła w poście na Instagramie narodziny swojego pierwszego dziecka.

## Dyskografia
- Letters To You (2011)
- Lover"s"mile (2012)
- Landspace (2013)
- Launcher (2015)
- Little Devil Parade (2017)
- Leo-Nine (2020)
- Lander (2022)